# Верхньокурганне
Верхньокурга́нне (до 1948 року — Верхня Асма, Юкари-Асма, крим. Yuqarı Asma) — село Сімферопольського району Автономної Республіки Крим. Підпорядковується Донській сільській раді.

## Сучасність
У Верхньокурганнові 5 вулиць. Площа, займана селом, 34,5 гектара, на якій в 215 дворах, за даними сільради на 2009 рік, числилося 634 жителів, пов'язане автобусним сполученням з Сімферополь.. У селі діють дитячий садок «Мурзилка», раніше працювала загальноосвітня школа І—ІІІ ступенів.

## Географія
Село Верхньокурганне розташоване на сході району, приблизно в 22 кілометрах від Сімферополя.